# Pentherichthys
Pentherichthys is een monotypisch geslacht van straalvinnige vissen uit de familie van armvinnigen (Oneirodidae). Het geslacht is voor het eerst wetenschappelijk beschreven in 1932 door Regan & Trewavas.

## Soort
- Pentherichthys venustus (Regan & Trewavas, 1932)